# Miss Floride USA
 (novembre 2016).

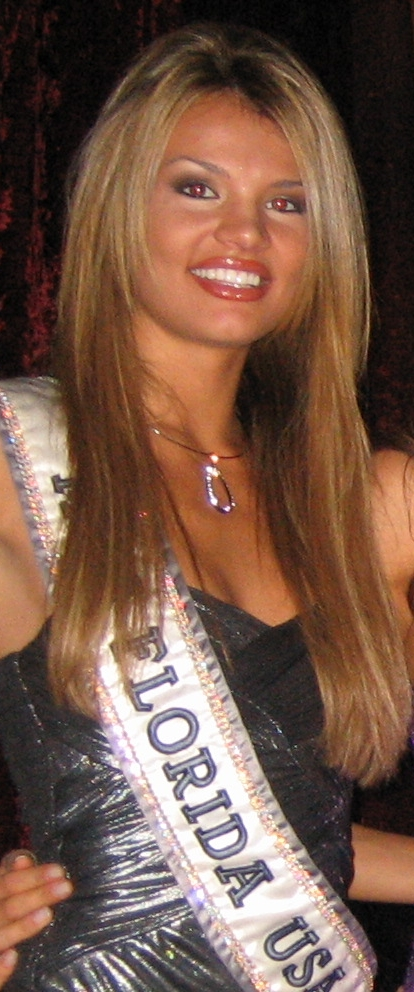
Jessica Rafalowski, Miss Floride USA 2008

Miss Floride USA est un concours de beauté féminin, destiné aux jeunes femmes de 17 à 27 ans, domiciliant l'état de Floride, dont la gagnante se qualifie à l'élection de Miss USA.

## Lauréates
| Année | Nom                    | Domicile              | Âge1   | Classement à Miss USA                   | Prix spéciaux à Miss USA  | Notes |
| ----- | ---------------------- | --------------------- | ------ | --------------------------------------- | ------------------------- | --- |
| 2025  | Lou Schieffelin        | Winter Park           | 24     |                                         |                           | Participation à Miss Florida Teen USA 2018 et Top 10 à Miss Teen USA 2018 |
| 2024  | Peyton Lewis           | Orlando               | 26 ans |                                         |                           | |
| 2023  | Caroline Dixon         | Palm Harbor           | 25 ans | Top 20                                  |                           | |
| 2022  | Taylor Fulford         | Okeechobee            | 28 ans |                                         |                           | |
| 2021  | Ashley Cariño          | Kissimmee             | 26 ans | 2e dauphine                             |                           | Later Miss Universe Puerto Rico 2022 |
| 2020  | Monique Evans          | Naples                | 28 ans |                                         |                           | Miss Texas 2014 |
| 2019  | Nicolette Jennings     | Clearwater            | 22 ans | Top 10                                  |                           | |
| 2018  | Génesis Dávila         | Miami                 | 25 ans | Top 5                                   |                           | |
| 2017  | Linette De Los Santos  | Sunny Isles Beach     | 24 ans |                                         |                           | Succédé Génesis Dávila après qu'elle a été détrônée. |
| 2017  | Génesis Dávila         | Miami Beach           | 23 ans |                                         |                           | Dávila a été détrônée le 22 juillet 2016 après avoir été révélée qu'elle a embauché des professionnels de la coiffure et du maquillage au cours de la Miss Florida États-Unis concours d'état au lieu de ceux fournis par l'organisation, ce qui est explicitement contre les règles de concours. Le spectacle a déclaré qu'elle donnait à Dávila un avantage injuste. |
| 2016  | Brie Gabrielle         | Palm Beach            | 26     |                                         |                           | |
| 2015  | Ashleigh Lollie        | Grand Ridge (Floride) | 25     |                                         |                           | |
| 2014  | Brittany Oldehoff      | Fort Lauderdale       | 24     | 4e dauphine                             |                           | |
| 2013  | Michelle Aguirre       | Hialeah               | 20     |                                         |                           | |
| 2012  | Karina Brez            | Wellington            | 24     |                                         |                           | Née en Ukraine, Gemmologiste |
| 2011  | Lissette Garcia        | Miami                 | 26     | Top 16 Demi-finalistes                  |                           | Represented Cuba at Reina Hispanoamericana 2007 pageant in Santa Cruz, Bolivia finishing as a Top 8 Finalist. |
| 2010  | Megan Clementi         | Orlando               | 25     |                                         |                           | Top 10 à National Sweetheart 2006 |
| 2009  | Anastagia Pierre       | Plantation            | 20     |                                         |                           | Participation à Miss Florida Teen USA 2004, puis à Miss Bahamas Univers 2011 |
| 2008  | Jessica Rafalowski     | DeLand                | 21     | Top 10 Finaliste, termine à la 8e Place |                           | Miss Monde Pologne 2010 |
| 2007  | Jenna Edwards          | North Miami           | 25     |                                         |                           | Previously Miss Florida 2004, Miss Oktoberfest 2000 as Miss Mississippi, Miss Teen All American 1999 as Miss Mississippi |
| 2006  | Cristin Duren          | Panama City           | 24     | 4th runner-up                           | Miss Photogenic           | Previously Miss Florida Teen USA 1997 and first woman to win Miss Photogenic at Miss Teen USA and Miss USA |
| 2005  | Melissa Witek          | Cocoa Beach           | 24     | 4th runner-up                           |                           | Contestant on NBC's Treasure Hunters |
| 2004  | Kristen Berset         | St. Petersburg        | 22     | Top 10 Finalist, Finishing in 7th Place |                           | |
| 2003  | Carrie Ann Mewha       | Fort Lauderdale       | 24     |                                         |                           | |
| 2002  | Shannon Ford           | Miami                 | 25     |                                         | Miss Photogenic           | Miami Dolphins NFL Cheerleader and a contestant on the third season of The Bachelor |
| 2001  | Julie Donaldson        | Ponte Vedra Beach     | 23     |                                         |                           | |
| 2000  | Kristin Ludecke        | Eustis                | 23     |                                         | Style Award               | Previously Miss Florida 1995; daughter of Miss Florida USA 1970 Cheryl Johnson |
| 1999  | Melissa Quesada        |                       |        |                                         |                           | Miss Teen All American 1995, Miss United States Teen 1997 |
| 1998  | Jamie Converse         |                       |        |                                         |                           | Later Mrs. Florida America 2007 under her married name, Jamie Converse-Estrada. |
| 1997  | Angelia Savage         | Jacksonville          | 25     | Top 6 Finalist, Finishing in 4th Place  |                           | |
| 1996  | Idalmis Vidal          | Miami                 | 21     |                                         |                           | |
| 1995  | Shannon Depuy          | Tallahassee           | 24     | Top 6 Finalist, Finishing in 4th Place  |                           | Previously Miss Virginie USA 1990 and semifinalist in Miss America 1991 |
| 1994  | Cynthia Redding        | Deltona               |        |                                         |                           | |
| 1993  | Shakeela Gajadha       | Coral Gables          |        |                                         |                           | |
| 1992  | Sharon Belden          |                       |        |                                         |                           | Later Miss World America 1992 and semi-finalist at Miss World 1992 |
| 1991  | Rosa Velilla           |                       |        |                                         |                           | |
| 1990  | Tricia Hahn            |                       |        |                                         |                           | |
| 1989  | Jennifer Parker        | Tallahassee           | 17     |                                         |                           | |
| 1988  | Monica Farrell         |                       |        | 3rd runner-up                           |                           | Previously Miss Florida 1985 |
| 1987  | Clotilde Helen Cabrera | Tampa                 | 22     | 1st runner-up                           |                           | First African-America to win Miss Florida USA and Later Miss World USA 1987 and competed at Miss World 1987 |
| 1986  | Kathy Rosenwinkel      | Orlando               |        |                                         |                           | |
| 1985  | Barbi Losh             | North Miami Beach     |        |                                         |                           | |
| 1984  | Stacy Hassfurder       | Tallahassee           |        |                                         |                           | |
| 1983  | Janet Chesser          | Daytona Beach         |        |                                         |                           | |
| 1982  | Lisa Smith             | Margate               |        |                                         |                           | top 10 finaliste à Miss Monde USA 1980 |
| 1981  | Valerie Lundeen        | Miami                 |        |                                         |                           | |
| 1980  | Barbara Bowser         | Miami Springs         |        | 2e dauphine                             |                           | |
| 1979  | Penny Sheridan         | Merritt Island        |        |                                         |                           | |
| 1978  | April Shaw             | Lakeland              |        | Demi-finaliste                          |                           | |
| 1977  | Linda LeFevre          | Gainesville           |        |                                         | Miss Congeniality         | |
| 1976  | Leigh Walsh            | Coral Gables          |        |                                         |                           | |
| 1975  | Mary-Margaret Humes    | Coral Gables          |        | 3e dauphine                             |                           | |
| 1974  | Cynthia Zach           |                       |        | Demi-finaliste                          |                           | |
| 1973  | Stacy Evans            |                       |        | Demi-finaliste                          |                           | |
| 1972  | Coni Ensor             |                       |        | 3e dauphine                             |                           | |
| 1971  | Susan Deaton           |                       |        | Demi-finaliste                          |                           | |
| 1970  | Cheryl Johnson         | Orlando               |        | Demi-finaliste                          |                           | Mère de Miss Florida USA 2000 Kristin Ludecke, Participation à Miss Dixie 1967. |
| 1969  | Mary Junquera          |                       |        | Demi-finaliste                          |                           | |
| 1968  | Leslie Bauer           |                       |        |                                         |                           | |
| 1967  | Cheryl Patton          |                       |        | 2e dauphine                             |                           | Devient Miss USA 1967 pour remplacer Sylvia Hitchcock qui a remporté l'élection de Miss Univers 1967. |
| 1966  | Randy Beard            |                       |        | 4e dauphine                             |                           | |
| 1965  | Karol Kelly            |                       |        |                                         |                           | demi-finaliste à Miss American Beauty 1967 |
| 1964  | Candance Davenport     |                       |        |                                         |                           | |
| 1963  | Nancy England          |                       |        |                                         | Meilleur Costume National | |
| 1962  | Sharon Conrad          |                       |        |                                         |                           | |
| 1961  | Peggy Defreitas        |                       |        |                                         |                           | |
| 1960  | Nancy Wakefield        |                       |        |                                         | 4e dauphine               | |
| 1959  | Nanita Greene          |                       |        | 2e dauphine                             |                           | |
| 1958  | Marcia Valibus         |                       |        | 1re dauphine                            |                           | Participation à Miss Dixie 1958 |
| 1957  | Deanie Cates           |                       |        |                                         |                           | |
| 1956  | Kim Meyer              |                       |        |                                         |                           | |
| 1955  | Mariles Gessler        |                       |        | Demi-finaliste                          |                           | |
| 1954  | Rosemary Talucci       |                       |        |                                         |                           | |
| 1953  | Kay Duggar             |                       |        | Demi-finalistes                         |                           | |
| 1952  | Yvonne Peairs          |                       |        |                                         |                           | |